# الصفصاف (ليبيا)
الصفصاف هي بلدة في شعبية الجبل الأخضر شمال شرق ليبيا. تقع حوالي 16 كم شرق البيضاء.

## روابط خارجية
- خريطة القمر الصناعي في Maplandia.com